# Френден, Юханна
Юханна Френден (швед. Johanna Frändén; род. 31 августа 1981 года) — шведская спортивная журналистка, специализирующаяся на футболе, которая ведёт репортажи из европейских футбольных лиг для спортивной секции газеты Aftonbladet и для Sveriges Television (SVT).

## Биография
Френден родилась в Лердала, недалеко от Шёвде. В школьные годы она учила испанский язык. В 2005 году она связалась со спортивным редактором Aftonbladet Симоном Банком, благодаря чему в 2006 году переехала в Стокгольм для работы в спортивном отделе газеты.
Летом 2006 года Aftonbladet направила Френден во Францию для освещения последствий мирового футбольного первенства 2006 года. В дальнейшем она часто выступала как эксперт-комментатор на телеканале SVT во время крупнейших футбольных турниров, в том числе на чемпионате мира 2010 года в Южной Африке и чемпионате мира 2014 года в Бразилии, чемпионатах Европы Евро-2012 и Евро-2016.
Особым заданием Френден было освещение карьеры Златана Ибрагимовича для СМИ. Она переехала в Барселону, когда Ибрагимович начал играть за «Барселону», и затем в Париж, когда он начал играть во французской лиге 1.
В 2011 году Френден участвовала в игровом шоу телеканала SVT På spåret в команде с Карлом Юханом Де Гером ю В следующем году она была удостоена награды «Золотой щит» от сайта SvenskaFans.com как лучший в Швеции спортивный комментатор в Твиттере. В мае 2013 года она выиграла «Премию фрилансера» (швед. Frilanspriset) журналистской школы Поппиуса.